# Abdelaziz Djerad
Abdelaziz Djerad (en arabe : عبد العزيز جراد, en berbère : ⵄⴱⴷⵍⴰⵣⵉⵣ ⴵⵕⴰⴷ), né le 12 février 1954 à Khenchela, est un homme d'État algérien, Premier ministre de 2019 à 2021,.

## Biographie

### Jeunesse et formation
Il est universitaire, après des études à la faculté des sciences politiques de l'université d'Alger (1976), il est titulaire d'un doctorat de l'université Paris-Nanterre (1981).

### Carrière professionnelle
Il est ensuite directeur de l'École nationale d'administration de 1989 à 1992, puis professeur des universités depuis 1992.
Conseiller diplomatique du président Ali Kafi de 1992 à 1993, il devient secrétaire général de la présidence de la République sous les mandats de celui-ci et de son successeur Liamine Zéroual, poste qu'il conservera jusqu'en 1995. Il est ensuite président de l'Agence algérienne de coopération internationale de 1996 à 2000. Rappelé en 2001 par le président Abdelaziz Bouteflika, il devient secrétaire général du ministère des Affaires étrangères jusqu'en 2003.
Membre du comité central du Front de libération nationale, il soutient le secrétaire général Ali Benflis face au président sortant Bouteflika lors de l'élection présidentielle algérienne de 2004. Cette décision lui vaut d'être écarté de la scène politique ; Djerad retourne alors dans le milieu universitaire,. Il reste cependant membre du comité central du FLN pendant les années suivantes, puis en démissionne en 2016, après l'élection de Djamel Ould Abbes à la tête du parti. Selon El Watan, il reste cependant encarté au FLN, ce qui est contesté par les sources gouvernementales.

### Premier ministre
En avril 2019, dans le contexte du Hirak, il prône à plusieurs reprises l'abandon de l'article 102 de la Constitution algérienne de 1996. Il soutient par ailleurs le mouvement durant sa première phase.
Le 28 décembre 2019, il est nommé au poste de Premier ministre par le président Abdelmadjid Tebboune. Il est alors décrit comme un technocrate reconnu pour ses compétences par ses pairs dans les domaines des relations internationales et de l'administration.
Le 29 décembre 2019, il nomme Brahim Bouzeboudjen au poste de directeur de cabinet et Mohamed Lamine Saoudi Mabrouk comme chef de cabinet au niveau du Premier ministère.
La composition du gouvernement est annoncée le 2 janvier 2020 par Belaïd Mohand-Oussaïd à la télévision, ce qui constitue une première en Algérie. Celle-ci comprend de nombreux ministres sortants, notamment aux fonctions régalienne, ainsi que des anciens ministres sous Bouteflika. Sur les 39 membres du gouvernement, cinq sont des femmes, dont une (Basma Azouar, ministre des Relations avec le Parlement) porte le voile islamique, un fait inédit dans le pays,,.
Le 13 janvier 2020, il est chargé par le président Tebboune de préparer une loi criminalisant « toutes formes de racisme, de régionalisme et de haine ».
Il est reconduit avec la plupart des ministres sortants le 23 juin 2020. De nouvelles personnalités sont nommées au gouvernement, notamment à l'Énergie et aux Finances. Le gouvernement est remanié à la suite de la pandémie de Covid-19 et afin d'endiguer ses conséquences économiques ; des titulaires plus techniques sont nommés.
En août 2020, il utilise la rhétorique du complot pour expliquer le manque de liquidités dans les bureaux de poste, les incendies, les difficultés d'approvisionnement en eau potable et les coupures fréquentes d'électricité, évoquant  des « actions planifiées » dont le but est semer la « discorde et  l'instabilité ». Il réagit de manière analogue en mai 2021, lors de mouvements sociaux, expliquant qu'« il a été constaté dernièrement que l’activité syndicale a été inondée et exploitée par des mouvements malintentionnés cherchant à semer la fitna, des mouvements qui ont été débusqués et leurs plans dénoncés » sans préciser de quels « mouvements » il s'agit[réf. souhaitée].
Le 24 juin 2021, Abdelaziz Djerad présente sa démission et celle de son gouvernement au président Abdelmadjid Tebboune, au lendemain de la proclamation des résultats officiels des élections législatives, remportées par le Front de libération nationale (FLN) au pouvoir,.

### Ambassadeur
Du 24 novembre 2021 au 13 novembre 2023 , il est nommé ambassadeur à Stockholm.

### Vie privée
Abdelaziz Djerad est marié et père de quatre enfants.